# 八幡神社 (中津川市中津川)
八幡神社（はちまんじんじゃ）は、岐阜県中津川市中津川にある神社（八幡神社）。
鎮座する地区（中津地区中津南地区中村区）より、中村八幡神社とも称する。

## 概要
創建時期は不詳。かつては御厨神社と称していたという。正保三年（1646年）、中津川宿八幡宮として再興。
1994年（平成6年）8月28日に不審火により本殿が焼失したが、1995年（平成7年）に再建。
岐阜県神社庁によって白幣社の指定を受けていた。2019年（令和元年）に銀幣社に昇格する。

## 主祭神
- 誉牟田別大神

## 摂末社祭神
- 天照皇大神
- 経津主命
- 豊受比売命
- 武甕槌命
- 天児屋根命
- 比売命